# John Underwood (Schauspieler)
John Underwood († Oktober 1624) war ein Schauspieler des frühen 17. Jahrhunderts und ein Mitglied der Theaterkompanie King’s Men, jenes Ensembles, in welchem sich auch William Shakespeare befand.

## Karriere
Die künstlerischen Anfänge Underwoods begannen mit seiner Tätigkeit als Boy Actor bei den Children of the Chapel und als solcher in der Besetzung von Ben Jonsons Cynthia’s Revels (1600) und The Poetaster von 1601. 1608 oder bald danach wurde er, zusammen mit einem Schauspielerkollegen der Children of the Chapel William Ostler, Mitglied der King’s Men. Dort fand er sich in der Besetzung von Jonsons The Alchemist (1610) wieder und wurde auch Teil vieler darauffolgender Ensembleaufstellungen, darunter in Jonsons Catiline (1611) und in John Websters Die Herzogin von Malfi (in einer Wiederaufnahme ca. 1621).
Von den 25 Besetzungen, aufgeführt in dem Second Folio von Beaumont und Fletcher von 1679, wird Underwood in 18 von ihnen genannt. Er gehörte damit zu den meistbeschäftigten Schauspielern seiner Zeit.

## Testament
Underwood starb zwischen dem 4. und 10. Oktober 1624. Sein Testament wurden am 4. Oktober erstellt. Ein Testamentsnachtrag wurde am 10. Oktober angehängt; zweifelsohne nach seiner mündlichen Bekundung, aber gleichwohl nach seinem Tode. Demnach hinterließ er sein Eigentum einem Trust zugunsten seiner fünf minderjährigen Kinder (John, Elizabeth, Burbage, Thomas und Isabel). Seine Testamentsvollstrecker und Aufsichtspersonen, zu denen John Lowin, Henry Condell und John Heminges gehörten, erhielten jeweils 11 Schilling, um Trauerringe zu kaufen. Shakespeares letzter Wille von 1616 hatte Condell, Heminges und Richard Burbage 28 Schilling Sixpence jeweils für denselben Zweck hinterlassen.

## Theatergesellschafter
Underwoods Besitz beinhaltete auch Anteile an den Theatern, in welchen die King’s Men auftraten. So von dem Globe Theatre und dem Blackfriars Theatre sowie einen Anteil am Curtain Theatre in Shoreditch. Letzteres ist insoweit bemerkenswert, da Thomas Pope, ein Mitglied der Theatergruppe Lord Chamberlain’s Men, welcher 1603 starb, ebenfalls Anteile am Curtain besaß und diese auch in seinem Testament aufführte. Soweit dies bekannt ist, betrieb der Erbauer des Curtain Theaters, Henry Lanman, sein Haus in eigener Regie und Besitz; jedoch wurde vor 1603 der Besitz in eine Anteilsgesellschaft überführt. Die Tatsache, dass zwei Mitglieder der Theaterkompanie um Shakespeare Gesellschafter des Curtain waren, lässt den Schluss zu, dass die Umwandlung in der Periode erfolgt sein musste, als die Lord Chamberlains am Curtain Theatres auftraten – in der Zeit von 1597 bis 1599. (Pope war zu der Zeit Mitglied der Truppe, während Underwood dies nicht war, was impliziert, dass Underwood seinen Anteil von einem anderen Ensemblemitglied erhalten haben musste.)
Als die Brüder Richard und Cuthbert Burbage 1599 das Globe Theatre errichteten, stellten sie es gleich als Anteilsgesellschaft auf, wobei sie die Hälfte aller Anteilscheine für sich behielten und die anderen 50 % an vier Mitglieder der Lord Chamberlain’s Men vergaben: Shakespeare, Pope, Heminges und Augustine Phillips. Ursprünglich sollte William Kempe der siebte Partner sein, jedoch wurde er von seinen vier Kollegen hierfür ausbezahlt. Der Grund für die Ausgabe der Anteilscheine liegt, so wird vermutet, in der schwierigen finanziellen Lage in der sich die Burbages befanden. Die Finanzen des The Theatre und des Blackfriars Theatre erforderten den Einstieg von Investoren. Es wird allgemein angenommen, dass die Vereinbarungen bezüglich des Globe Theaters den ersten Fall darstellte, in dem die bislang übliche Anteilseignerschaft an Theaterkompanien auf den Bau und den Besitz von Theaterhäusern ausgedehnt wurde. Dabei deuten die ausgeteilten Gesellschaftsanteile des Curtain Theatre von Underwood und Pope darauf hin, dass das Globe möglicherweise nicht die erste Instanz einer solchen Vereinbarung war und dass die Burbages bei dem Globe eine Struktur anwendeten, die den Lord Chamberlain’s bereits vom Curtain her bekannt war.